# 徒单百家
徒单百家，女真族，徒单氏，金朝末年将领。
贞祐四年（1216年），孟州经略使徒单百家率军五千，从便道渡过黄河至关、陕，抵御蒙古帝国大军。天兴元年（1232年），徒单百家为关陕总帅，便宜行事。出任点检，与御史大夫完颜合周，搜括征集京城开封粟米。十二月，以元帅左监军行总帅府事，率军跟随金哀宗出奔。天兴二年（1233年），领诸军乘船往凤池，兵败军溃。